# Стефан Пеньковський
Стефан Казімеж Пеньковський (пол. Stefan Kazimierz Pieńkowski; 27 серпня 1885, Варшава — 1940, Катинь) — лікар невролог і психіатр, професор неврології та психіатрії Ягеллонського університету, майор, жертва Катинського розстрілу.

## Життєпис
Батько — Валентій Пеньковський. Мати — Юзефа Трапшо.

### Навчання
1903 року закінчив реальне училище у Варшаві, 1903 року склав іспити і отримав атестат зрілості без давніх мов за № 859 в Златопільській чоловічій гімназії, а 1904 року там само склав іспити і отримав атестат зрілості в повному обсязі за № 752.
Медичну освіту здобував у Варшавському, Київському (диплом лікаря від 1911 року) та Ягеллонському університетах (диплом доктора всіх лікарських наук від 1911 року).
В 1924/1925 навчальному році підвищував кваліфікацію у Парижі у Гулена, Бабінскі, Клауда, Сікарда, Фуа, Лапіка і Бургіньона.

### Лікарська праця
З 1912 року працює асистентом в неврологічно-психологічній клініці при Ягеллонському університеті.
Під час  Першої світової війни працював військовим лікарем.
3 1918 року асистент в клініці Яна Плітца при Ягеллонському університеті, а з 1924 року по 1928 рік в шпиталі Уяздовського замку.
З 1932 року директор неврологічно-психологічної клініки при Ягеллонському університеті.

### Викладацька праця
З 1928 року викладає у Варшавському університеті по [[[1932]] рік, коли прийняв запрошення після смерті Пліка очолити кафедру неврології і психіатрії Ягеллонського університету.

### Наукова праця
Як невролог перш за все займався розладами рухів. Залишив праці з галузі психології та соціальної медицини. Публікувався в медичних журналах, входив до редколегії «Польської неврології».

### Військова діяльність
З 1923 року ординатор Училища санітарних сержантів у Варшаві, а з 1928 року там само стає керівником неврологічного відділу Центру санітарного навчання.

### Останні роки життя
В серпні 1939 року мобілізований до Війська Польського і скерований до 5 Окружного військового шпиталю. З початком Другої світової війни та агресії СРСР 17 вересня 1939 року у невідомому довкіллі був заарештований совітами. Утримувався в таборі у Козельську, де був консультантом в шпиталі. Навесні 1940 року був переправлений до Катині, де й розстріляний функціонерами Управління НКВС у Смоленській області разом з працівниками НКВС, які прибули з Москви по завданню Політбюро ЦК ВКП(б) 5 березня 1940 року. Похований Польському військовому цвинтарі в Катині, де його тіло було ідентифіковано німцями в 1943 році під номером 988 (при праху знайшли: посвідчення державного службовця, рибальська картка, три візитівки, кишеньковий календар, три листівки, шмат поштового відправлення, дві ощадні книжки PKO, складний ніж). При праху знайшли написаний щоденник, записи в якому починаються 8 вересня 1939 року і закінчуються 9 квітня 1940 року.

## Сім'я
Дружина — Вікторія (до шлюбу Савіцька).
Донька — Ганна.

## Увічнення пам'яті
- У 2007 році поданий на посмертне присвоєння звання підполковник.
- В Кракові посаджений Дуб пам'яті.

## Вибрані наукові праці
- Analiza zaburzeń ruchowych przy nagminnem śpiączkowem zapaleniu mózgu Encephalitis epidemica lethargica. Kasa im. Mianowskiego, 1925(пол.)
- Jamistość rdzenia u dwóch braci bliźniaków: przyczynek kliniczny do patogenezy jamistości rdzenia W: Pamiętnik ku uczczeniu ś. p. prof. dr. med. Antoniego Mikulskiego. Łódź, 1925(пол.)
- Sześć przypadków guzów mózgu. Neurologja Polska 2, 1927(пол.)
- Semiologja ręki w schorzeniach pozapiramidowych. Lekarz Wojskowy, 1929(пол.)
- Patogeneza powstawania objawów histerycznych (w szczególności cielesnych) w psychonerwicach «wojennych» w świetle biologji, 1931(пол.)
- Dusza i jej siedlisko w świetle badań neurologicznych lat ostatnich, 1931(пол.)
- Uwagi ogólne biologiczno-lekarskie w sprawie nowego projektu Ustawy Eugenicznej. Polska Gazeta Lekarska 4, 1936(пол.)
- Dziedziczność i środowisko ze stanowiska lekarskiego. Chowanna 7, 1936(пол.)
- Urazy czaszki, mózgu i opon mózgowych z punktu widzenia neurologji i psychjatrji. Polski Przegląd Chirurgiczny 16 (3), 1937(пол.)
- Organizacja nauczania w Polsce medycyny społecznej w ogóle, ze szczególnym uwzględnieniem nauczania medycyny społeczno-ubezpieczeniowej , 1937(пол.)

## Нагороди
- Орден Відродження Польщі (Командорський хрест)
- Орден Відродження Польщі (Лицарський хрест)
- Золотий Хрест Заслуг (Двічі)